# Бошко Симонович
Бошко Симонович (на сърбохърватски: Boško Simonović / Бошко Симоновић) е югославски футболист, треньор, съдия и спортен функционер.

## Кариера
Бошко Симонович е професор по архитектура, но става известен в света на спорта, главно в областта на треньорството. Като играч, той играе на вратата, за Српски мач и БСК. През 1923 г. става първият футболен съдия от Югославия, който свири международния мач между „Букурещ“ и „БСК“. Той е принуден да се откаже от съдийството, след като претърпява тежка травма на крака. В БСК заема различни позиции от 1919 г. Също в журналистическата дейност е редактор на няколко югославски спортни публикации. В края на живота си започва да събира материал за написването на историята на футбола в Югославия, но не успява да завърши онова, което е започнал.

### Треньор
Треньорският му дебют е с Войводина Нови Сад през 1929 г. В периода от 1930 до 1940 г., многократно работи като треньор на Югославия. Най-известният му период с националния отбор е на Световната купа през 1930 г., когато успява да стигне до полуфинала.

## Успехи

### Международни
Югославия
- Световно първенство по футбол: 1930 (4-то място)